# Dión Martínez
Dionisio M. Martínez, meglio noto come Dión Martínez (Cuba, 26 giugno 1837 – Filadelfia, 11 marzo 1938), è stato uno scacchista cubano naturalizzato statunitense.
Negli anni 1870 emigrò negli Stati Uniti stabilendosi a Filadelfia, dove nel 1885 diventò il primo presidente del Franklin Chess Club.
Disputò diversi match a Filadelfia. Nel 1874 contro James Mason (perdette 4–5), nel 1875 vinse 3–1 sempre contro James Mason, nel 1882 contro Wilhelm Steinitz (perdette 0–7), nel 1884 contro Johannes Zukertort (perdette 3,5–9,5).
Partecipò a due Congressi degli Stati Uniti:
- nel 1876 a Filadelfia (4th American Chess Congress) si classificò al nono posto (vinse James Mason)
- nel 1889 a New York (6th American Chess Congress), vinto da Chigorin e Weiss, si classificò al 18º posto su venti partecipanti.

Suo figlio Charles S. Martinez (1868-1941) fu anch'egli un forte giocatore di scacchi.

## Alcune partite
- James Mason – Martínez, Filadelfia 1875:  Partita dei quattro cavalli (0–1)
- Martínez – Em. Lasker, Filadelfia 1882:  Partita scozzese (0–1)[1]
- Jean Taubenhaus – Martínez, New York 1889:  Gambetto di re rifiutato (0–1)